# Girl Talk / The Speed Star
Girl Talk / The Speed Star – dwudziesty szósty singel Namie Amuro, wydany przez wytwórnię avex trax 14 października 2004. Przez trzy dni od daty wydania utrzymywał się na 1. miejscu w rankingu Oricon. Singel utrzymywał się w rankingu przez czternaście tygodni. Sprzedano  106 327 kopii. Piosenki Girl Talk i Speed Star zostały wykorzystane w reklamach produktów kosmetycznych do włosów firmy Lucido-L. Premiera teledysków odbyła się w stacji MTV Japan pod koniec września.

## Lista utworów
CD
| 1. | Girl Talk                              | 4:24  |
|    |                                        |       |
| 2. | The Speed Star                         | 4:19  |
|    |                                        |       |
| 3. | The Speed Star (wersja instrumentalna) | 4:24  |
|    |                                        |       |
| 4. | Darling (wersja instrumentalna)        | 4:17  |
|    |                                        |       |
|    |                                        | 17:24 |
|    |                                        |       |
DVD
| 1. | The Speed Star (Teledysk) | 4:31  |
|    |                           |       |
|    |                           | 04:31 |
|    |                           |       |

## Wystąpienia na żywo
Girl Talk
- 8 października 2004 - Music Station Special
- 15 października 2004 - Music Fighter
- 23 października 2004 - Pop Jam
- 23 października 2004 - CDTV
- 1 listopada 2004 - Hej! Hey! Hej!
- 24 grudnia 2004 - Music Station X'mas Special Super Live 2004
- 3 lutego 2005 - MTV Asia Aid
- 5 czerwca 2006 - SMAPXSMAP

The Speed Star
- 21 października 2004 - Utaban
- 23 października 2004 - Pop Jam
- 15 grudnia 2004 - Best Artist 30

## Personel
- Namie Amuro - wokal, wokal wspierający
- Michico – wokal wspierający
- T.Kura – kilka instrumentów
- Monk – kilka instrumentów
- Chiharu – Choreograf
- Etsu – Choreograf
- Keita – tancerz
- Mayumi – tancerz
- Rika – tancerz
- Ryo – tancerz
- Shige – tancerz

## Produkcja
- Producenci - T. Kura, Akira
- Producenci muzyczni – Michico, Akira
- Remix – T.Kura, Junya Endo
- Reżyser – Masashi Muto, Ugichin

## Oricon
| Diagram                                                    | Pozycja |
| ---------------------------------------------------------- | ------- |
| Dzienny diagram Oricon (w pierwszym dniu sprzedaży)        | #1      |
| Tygodniowy diagram Oricon (w pierwszym tygodniu sprzedaży) | #2      |
| Miesięczny diagram Oricon (w pierwszym miesiącu sprzedaży) | #14     |
| Roczny diagram Oricon                                      | #97     |